# Hebron (Nouvelle-Écosse)
Pour les articles homonymes, voir Hebron.
Hebron est un village canadien du sud-ouest de la Nouvelle-Écosse (Halifax (Nouvelle-Écosse)) dans le comté de Yarmouth.

## Démographie
Selon le recensement démographique de 2021 effectué par Statistique Canada, Hebron comptait 10 067 habitants dans 4 430 de ses 5 072 logements privés, soit une variation de 2,3 % par rapport à sa population de 2016 qui était de 9 845 habitants. Avec une superficie de 584,69 km², il avait une densité de population de 17,2 km² en 2021.

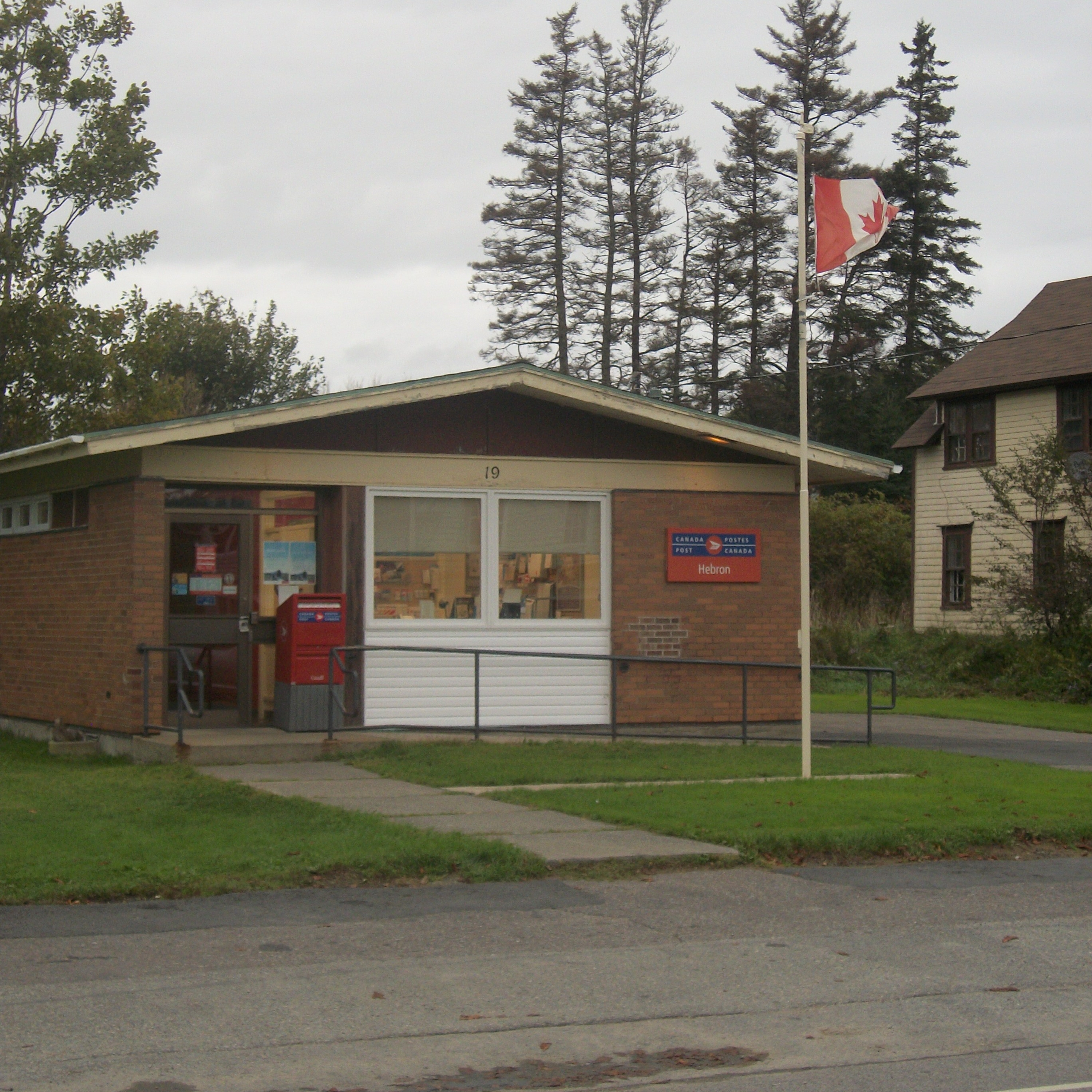
Hebron Post Office.